# Церковь Николая Чудотворца (Ромашково)
Церковь Николая Чудотворца — приходской храм Одинцовской епархии Русской православной церкви в селе Ромашково Одинцовского района, Московской области построенный в 1867 году. Здание храма является объектом культурного наследия и находится под охраной государства. В настоящее время храм действует, ведутся богослужения.

## История строительства храма
Село Ромашково известно с XVI века. В XVII веке владельцем этого населённого пункта числилась мать первого царя династии Романовых — Ксения Ивановна. Затем Ромашково перешло в дворцовое ведомство, и царь Борис Годунов передал его Новодевичьему монастырю. С середины XVII века оно вновь было записано в Дворцовом ведомстве.
Деревянная церковь здесь впервые упоминается в 1627 году. В 1762 году. тщанием священника Данилы Иванова и прихожан была возведена новая деревянная Никольская церковь. В 1867 году на основании прошения священника Василия Архангелького, по проекту архитектора П. Т. Завьялова, отстроен ныне существующий каменный храм с Донским приделом. 20 августа 1888 года Никольский храм в селе Ромашково посетили два родных брата царя Александра III великие князья Сергей Александрович и Павел Александрович Романовы. Великого Князя Сергея Александровича сопровождала его супруга – великая княгиня Елизавета Феодоровна, впоследствии настоятельница Марфо-Мариинской обители милосердия, а ныне преподобномученица Елисавета, которая была убита большевиками в 1918 году, частица её святых мощей является одной их святынь Никольского храма.
С мая 1941 года Никольская церковь была закрыта — при живом и не подвергшемся аресту настоятеле, протоиерее Александре Воронцове (1867—1942), служившем в ней в 1889 года. Вся церковная утварь изъята, иконостасы разломаны, иконы уничтожены. В советское время с 1941 по 1955 годы в строении церкви размещался колхозный склад, затем колхозная мельница. С 1955 и до марта 1990 года в церкви находились два склада кинопленки студии «Диафильм» и Центральной студии документальных фильмов.

## Современное состояние
Осенью 1989 года в селе Ромашкове по инициативе группы православных была возобновлена работа прихода Никольской церкви.
14 февраля 1990 года указом управляющего Московской епархией митрополита Крутицкого и Коломенского священнослужителем храма был назначен Алексий Бабурин. 31 марта 1990 года совершено освящение Никольского храма. С 20 августа 1991 года штат Никольской церкви стал расширяться: назначен второй священник — иерей Владимир Елисеев, а 10 ноября 1992 года в штат церкви назначен священник Валентин Жохов.
Клирики Никольской церкви оказывают помощь лицам, зависимым от алкоголя и наркотиков.
Никольский храм является памятником архитектуры регионального значения на основании постановления Правительства Московской области «Об утверждении списка памятников истории и культуры» № 84/9 от 15 марта 2002 года.